# Javaanse maina
De Javaanse maina (Acridotheres javanicus) is een vogelsoort uit de familie Sturnidae. Het is een (op Java en Bali) kwetsbare endemische vogelsoort. Elders ingevoerde vogels hebben zich aangepast aan het stedelijk milieu en worden soms als plaagdier bestreden.

## Kenmerken
De vogel is 21 cm lang. Het is een zwartachtige soort spreeuw met een witte vlek aan de basis van de handpennen. De snavel en de poten zijn geel en het oog is witachtig geel.

## Verspreiding en leefgebied
Deze soort is endemisch op de Indonesische eilanden Java en Bali. Het oorspronkelijke leefgebied was open landschap met grasland en struikgewas. Uit gevangenschap ontsnapte vogels pasten zich aan in verstedelijkte gebieden en luchthavens. In Singapore wordt de vogel beschouwd als een plaagdier en wordt de vogel bestreden.

## Status
De Javaanse maina heeft in het oorspronkelijk verspreidingsgebied problemen om zich te handhaven en daardoor is daar kans op uitsterven aanwezig. De grootte van de populatie werd in 2016 door BirdLife International geschat op 2.500 tot 10.000 volwassen vogels. Op Java wordt de vogel op grote schaal gevangen. Pogingen om vogels over te brengen uit gebieden waar ze als plaag worden gezien, hebben niet het succes dat men ervan verwachtte. Om deze redenen staat deze soort als kwetsbaar op de Rode Lijst van de IUCN.

## Galerij

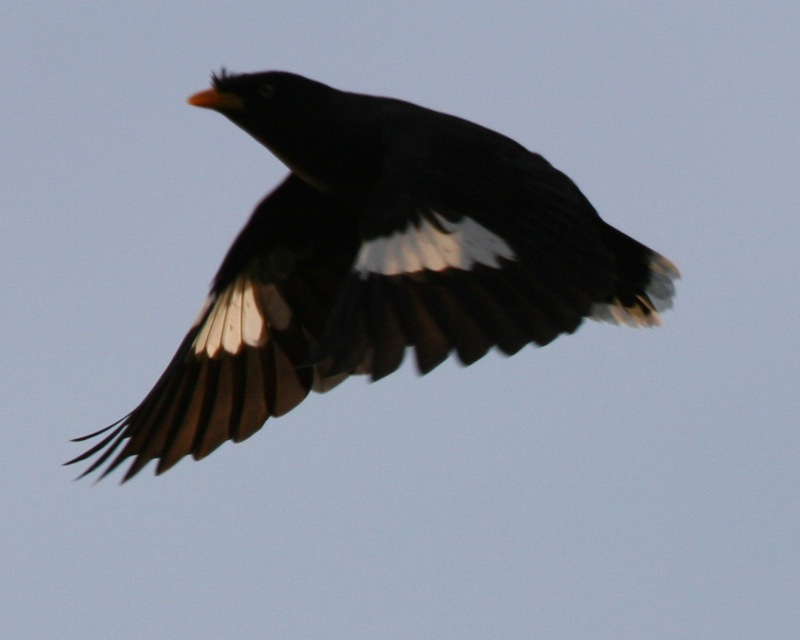
Javaanse maina tijdens de vlucht, met de kenmerkende witte vleugel- en staartstrepen
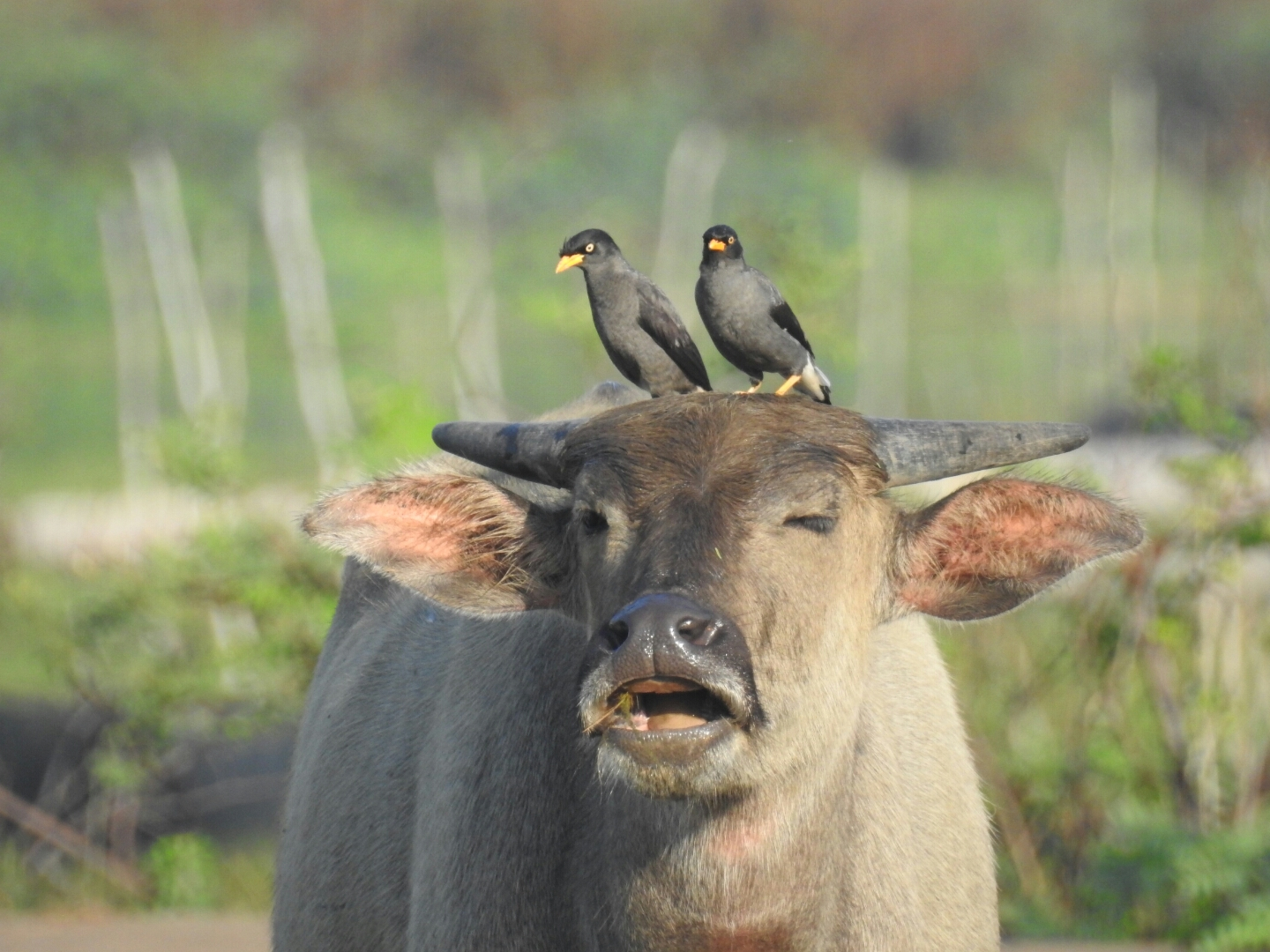
Symbiotisch mutualisme tussen Bubalus bubalis en Acridotheres javanicus
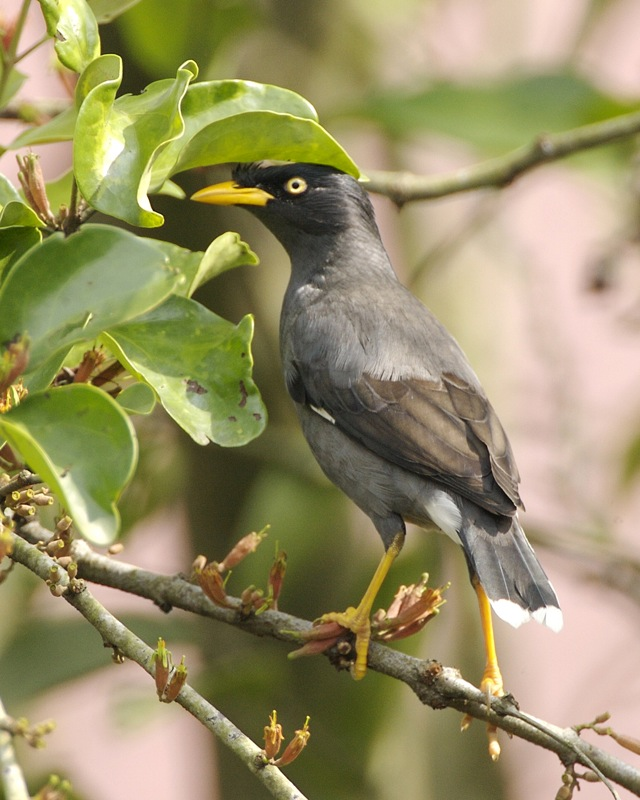
Acridotheres javanicus
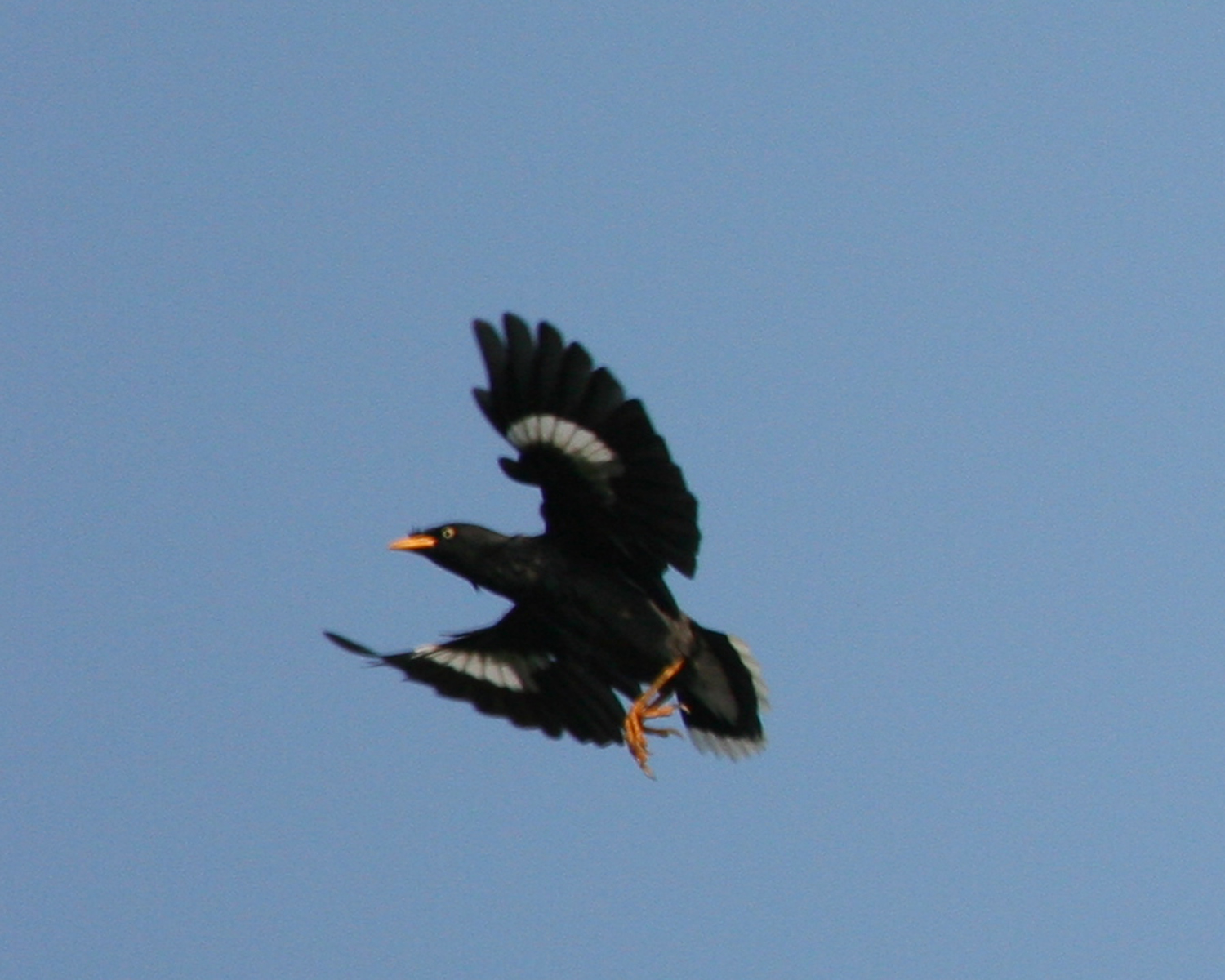
Javan myna tijdens de vlucht, met de kenmerkende witte vleugel- en staartstrepen